# Årets pojkspelare i svensk bandy
Årets pojkspelare i svensk bandy 1973/1974-

## Lista
- 1973/1974 	Mikael Arvidsson, Lidköpings AIK
- 1974/1975 	Christer Larsson, Västanfors IF
- 1975/1976 	Stefan Westling, Oxelösunds SK
- 1976/1977 	Tomas Cahling, Ljusdals BK
- 1977/1978 	Joe Lönngren, Edsbyns IF
- 1978/1979 	Roger Hallerfeldt, Mjölby AI
- 1979/1980 	Örjan Gunnarsson, IF Vindhemspojkarna
- 1980/1981 	Kjell Kruse, Lesjöfors IF
- 1981/1982 	Mikael Forsell, Lesjöfors IF
- 1982/1983 	Stefan Fröbom, Karlsbyhedens IK
- 1983/1984 	Jonny Ljung, Vetlanda BK
- 1984/1985 	Ola Fredricson, Nässjö IF
- 1985/1986 	Peter Ring, Edsbyns IF
- 1986/1987 	Jonas Claesson, Vetlanda BK
- 1987/1988 	Magnus Olsson, Edsbyns IF
- 1988/1989 	Magnus Olsson, Edsbyns IF
- 1989/1990 	Fredrik Rinaldo, Katrineholms SK
- 1990/1991 	Mattias Olsson, Lesjöfors IF
- 1991/1992 	Matias Larsson, Köpings IS
- 1992/1993 	Lars Johansson, Kalix-Nyborg BK
- 1993/1994 	Stefan Andersson, Katrineholms SK
- 1994/1995 	Fredrik Spinnars, Bollnäs GoIF/BF
- 1995/1996 	Joakim Larsson, Vetlanda BK
- 1996/1997 	Daniel Eriksson, Liljans SK
- 1997/1998 	Daniel Mossberg, Sandvikens AIK/BK
- 1998/1999 	Hans Andersson, Edsbyns IF
- 1999/2000 	Olov Englund, Kalix/Nyborg BK
- 2000/2001 	Kalle Spjuth, Oxelösunds IK
- 2001/2002 	Markus Ståhl, Bollnäs GoIF/BF
- 2002/2003 	David Karlsson, IFK Vänersborg
- 2003/2004 	Daniel Berlin, Sandvikens AIK/BK
- 2004/2005 	Linus Forslund, Sandvikens AIK/BK
- 2005/2006 	Victor Engström, Västerås SK/BK
- 2006/2007 	Janne Rintala, Kalix Bandy
- 2007/2008 	Mattias Johansson, Frillesås BK
- 2008/2009 	Petter Björling, Falu BS
- 2009/2010 	Felix Pherson, IFK Rättvik
- 2010/2011 	Måns Berglund, IK Sirius
- 2011/2012 	Erik Pettersson,  Sandvikens AIK/BK
- 2012/2013 	Filip Bringe, Vetlanda BK
- 2013/2014 	Robin Öhrlund, Örebro SK
- 2014/2015 	Max Mårtensson, Västerås SK/BK
- 2015/2016 	Joel Broberg, Villa Lidköping BK
- 2016/2017 	Jonathan Svensson, Vetlanda BK
- 2017/18 Marcus Öhman, Ljusdals BK
- 2018/19 Jesper Granqvist, Edsbyns IF
- 2019/20 Rasmus Skarps, Edsbyns IF
- 2020/21 ingen utdelning pga Covid-19
- 2021/22 Wille Larsson, Sandvikens AIK